# Danza
La danza è una forma d'arte, una disciplina costituita da sequenze di movimenti del corpo con valore estetico e spesso simbolico,  improvvisati o selezionati intenzionalmente. La danza può essere categorizzata e descritta dalla sua coreografia,  dal suo repertorio di movimenti o dal suo periodo storico o luogo di origine. La danza è in genere eseguita con accompagnamento musicale e talvolta con il ballerino che usa simultaneamente uno strumento musicale. 

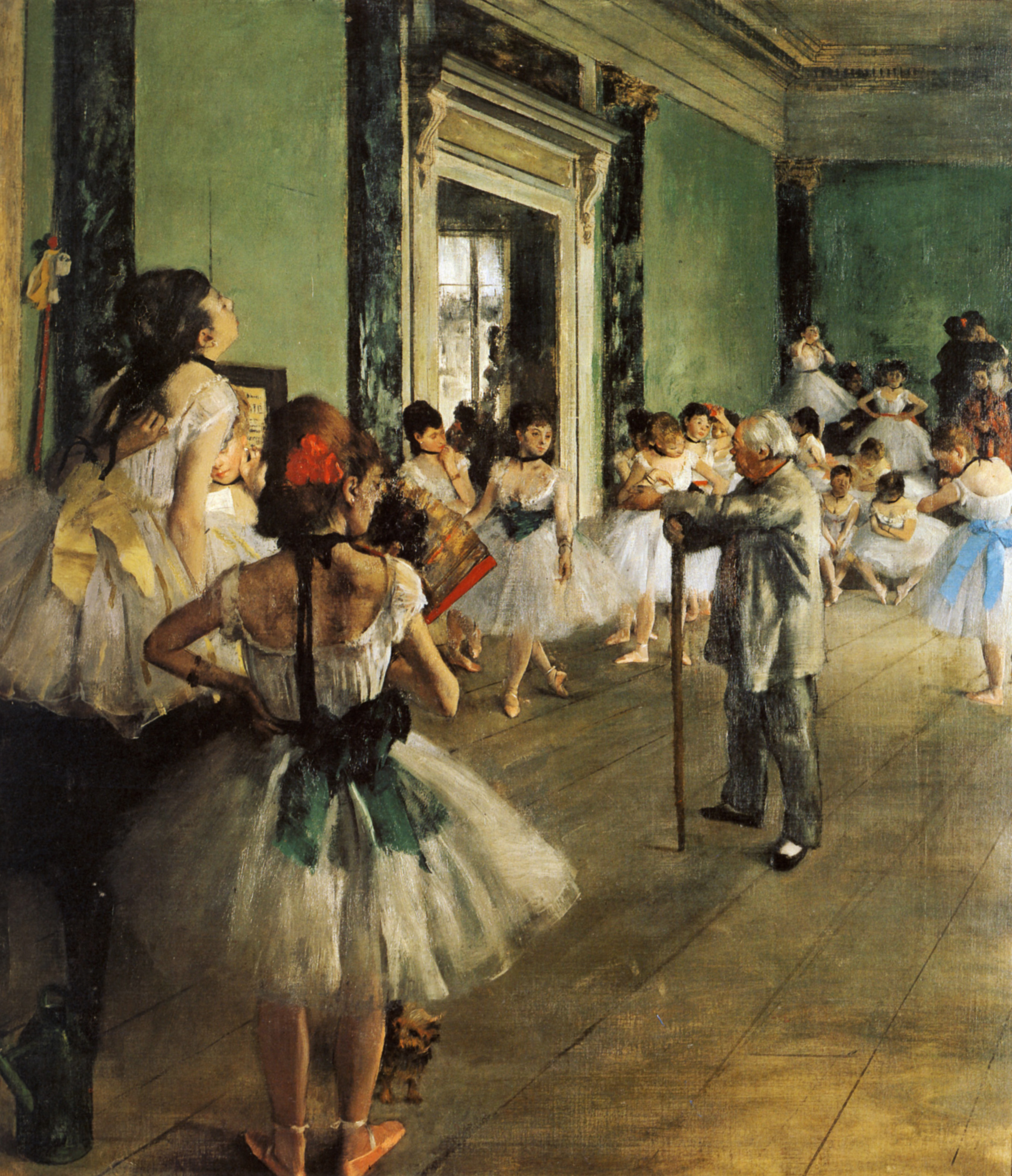
La lezione di danza (1871-1874), uno dei più noti dipinti di Edgar Degas sul tema delle danzatrici classiche

## Storia ed etimologia
La danza è una disciplina vastissima, non solo perché esistono molte forme di danza, ma, anche, perché è un'arte del corpo in movimento. Per quanto riguarda la storia della danza come forma d'arte dello spettacolo, ha da sempre costituito uno dei livelli espressivi del teatro. Nella tragedia e nella commedia dell'antica Grecia, il "coro" si esprimeva principalmente danzando nello spazio antistante l'edificio scenico (in greco σχηνή, schené) denominato ορχήστρα, (orchḗstra). Il fatto che, in quello spazio, il coro danzasse, non solo spiega l'etimologia della parola "orchestra", che deriva, appunto, dal verbo ορχήομαι (orchḗomai, danzare), ma è, anche, il motivo per cui, in molte lingue moderne, i termini che si riferiscono alla danza (italiano: coreografia, coreutica; francese: chorégraphie, choreutique; inglese: choreography, choreutic) portano in sé l'etimo greco χόρος, (chóros). Il termine italiano danzare, invece, deriva dal francese antico danser, da cui il francese odierno danse e l'inglese dance; l'origine di danser è discussa: c'è chi pensa a una derivazione dal franco *dintjan (dalla medesima forma deriverebbe il tedesco Tanz con la seconda rotazione consonantica) o, meno probabilmente, da un latino *deantiāre, "andare avanti".
Nelle civiltà antiche indiane, cinesi ed egiziane, la danza voleva raffigurare il corso armonioso degli astri. I greci posero la danza sotto la protezione della musa Tersicore, facendone così un simbolo della propria cultura. Per i romani, invece, assunse la forma di pantomimo = attore che danza. In seguito all'avvento del Cristianesimo, anche se inizialmente fu accolta nei riti all'interno delle chiese, in seguito fu condannata dalla Chiesa e nel corso del Medioevo scomparve dalla liturgia, mentre sopravvisse nella forma di danza popolare.
Nel seguente sviluppo della musica strumentale, la danza si espanse soprattutto nelle corti italiane e durante il XVII secolo soprattutto in Francia, dove veniva praticata in particolare nei palazzi reali come arte raffinata. La danza divenne così una vera e propria Arte e nel corso dei secoli nacquero numerose coreografie, che nell'Ottocento venivano rappresentate in teatri prestigiosi come l'Opèra di Parigi e la Scala di Milano.

## Generi di danza
La danza, sia nel tempo che nello spazio, si è sviluppata in numerose forme. Le denominazioni che seguono riguardano per lo più la sua evoluzione come arte dello spettacolo. Se ne possono trovare diversi generi, come la danza classica, la danza moderna, quella contemporanea e l'hip hop e il latino Americano 

### Danza medievale
Se ne conoscono vari generi:
- la ballata, ovvero una danza in linea o a gruppi;
- la ronda, ovvero una danza in tondo;
- la virelai (dal verbo virer che sta per “torcere”), ovvero una danza con torsione;
- la carola, ovvero una danza in cerchio.

### Danza classica
La danza classica o danza accademica si basa sulla cosiddetta "tecnica accademica", che si è sviluppata a partire dal 1661, quando il re di Francia Luigi XIV fondò a Parigi l'Académie Royale de Danse (accademia reale di danza), con l'intento di organizzare, codificare, diffondere e sviluppare i principi fondamentali di quest'arte.
A dirigere questa accademia, Luigi XIV designò il suo maestro di ballo: il ballerino e coreografo Pierre Louis de Beauchamps. Questi ha codificato le cinque posizioni classiche (già stabilite in precedenza dai maestri di ballo del Quattrocento e del Cinquecento), assumendole a regola per iniziare e terminare i passi, ed ha fissato le regole per l'esecuzione dei principali passi di danza allora conosciuti, stabilendone anche la terminologia. Per questo motivo, i passi della danza accademica sono nominati in lingua francese.
Nella danza classica, a partire dagli 11 anni di età, si utilizzano delle apposite scarpette chiamate "scarpe da punta" con punta rinforzata con gesso apposito, (proteggendo i piedi da eventuali vesciche e ferite con nastro carta, carta assorbente o se si vuole essere più accurati i salvapunta in silicone o in stoffa),ovviamente le scarpe da punta si possono utilizzare dopo aver studiato per alcuni anni con scarpe da mezza punta, perché i muscoli che sostengono la colonna vertebrale devono essere ben formati.

### Danza moderna
La danza moderna si è sviluppata all'inizio del Novecento nel Nord Europa grazie a Rudolf Laban e Mary Wigman e negli Stati Uniti d'America con le espressioni libere iniziate da Isadora Duncan e Ruth St. Denis. Si è poi definita con varie tecniche grazie a Martha Graham, Doris Humphrey, Charles Weidman e José Limón.

### Danza neoclassica
Pur richiamandosi alla tecnica accademica, la danza neoclassica si avvale del linguaggio della danza classica, ma utilizza forme vicine a quelle della danza moderna.
La Danza neoclassica è uno stile della danza classica, o danza accademica, che nasce intorno agli anni trenta del Novecento negli Stati Uniti d'America, anche grazie al coreografo americano di origine russa George Balanchine.
Si tratta di una forma che si sviluppa in senso opposto sia alla "Danza libera" di Isadora Duncan e di Ruth Saint-Denis, che alla Danza moderna o Modern Dance avviata sempre negli USA da Martha Graham, Doris Humphrey e Charles Weidman.
La danza neoclassica, al contrario delle nuove forme di danza, si avvale del tradizionale bagaglio tecnico del linguaggio coreografico accademico (prese, posizioni rigidamente definite, bilanciamento, movimenti geometrici, etc.), ma le utilizza tentando una maggiore libertà di scrittura e introducendo nuovi passi e nuove figure.
Fra l'altro la danza neoclassica si avvale delle cosiddette scarpe da punta, ovvero di scarpe particolari con la punta rinforzata specifiche della danza classica.

### Danza contemporanea
La danza contemporanea prosegue la rivoluzione attuata dalla danza moderna a favore di nuove espressioni corporee, che, talvolta, comprendono anche la recitazione di testi. Dalla danza classica alle Urban Dances (breaking e hip-hop), la danza contemporanea, il teatrodanza, il performing media, pongono il principio del superamento dei generi e delle forme artistiche performative convenzionali. La danza contemporanea rientra pienamente nelle nuove Arti sceniche contemporanee. La danza contemporanea nasce in Europa e negli Stati Uniti dopo la seconda guerra mondiale.

### Danza sportiva
La danza sportiva ha una lunga storia nel campo delle danze di coppia, che comprendono i principali balli delle diverse parti del mondo eseguiti secondo modelli stereotipati. Recentemente, l'ideale di danza quale sport olimpico ha coinvolto le discipline di danza individuale e per gruppi coreografici. Rimane, comunque, una netta separazione tra lo sport e la danza concepita come sola manifestazione artistica.
La danza sportiva rappresenta la trasposizione del ballo - individuale, di coppia o in squadra - da disciplina artistica in disciplina sportiva, con proprie regole, competizioni e gare agonistiche, il cui livello varia dall'amatoriale al professionistico suddiviso in varie classi. La Federazione Italiana Danza Sportiva (FIDS), è stata riconosciuta dal CONI dal 1997; organizza lo sport in Italia, definendone le normative e aggiudica ufficialmente i titoli ai campioni delle varie specialità. Altri enti e associazioni sportive, che non possono definirsi federazione, si occupano di ballo sportivo a carattere puramente amatoriale. Le discipline di Danza sportiva sono suddivide in Danze di coppia (standard, latine, caraibiche, jazz, argentine, nazionali) e Danze artistiche (hip hop, modern, classica, belly dance, tap, disco, synchro, show, choreographic).

### Teatroterapia
La teatroterapia è una forma di arteterapia di gruppo sempre più diffusa e conosciuta anche dal grande pubblico. Da parte di alcuni psicologi e teatranti, in Italia come all'estero, è stato sviluppato, negli ultimi anni, un approccio originale che coniuga le teorie psicologiche e le prassi artigianali dell'allestimento scenico. Si definisce teatroterapia la messa in scena dei propri vissuti, all'interno di un gruppo, con il supporto di alcuni principi di presenza scenica derivati dall'arte dell'attore.
Essa implica l'educazione alla sensorialità e alla percezione del proprio movimento corporeo e vocale; agisce attraverso la rappresentazione di personaggi extraquotidiani (principalmente improvvisati), ma implica un minuzioso lavoro pre-espressivo. L'obiettivo della seduta di teatroterapia è quello di rendere armonico il rapporto tra corpo, voce e mente nella relazione con l'altro, gli altri, sé stesso e la propria creatività interpretativa.
Gli effetti delle sedute di gruppo continuano a produrre risultati sul singolo anche dopo la seduta stessa, in quanto gli stimoli ricevuti entrano a far parte di un'esperienza profonda che la persona può integrare nella vita di tutti i giorni. La Teatroterapia non produce diagnosi, né interpretazioni psicologiche, ma rafforza nuove visioni di sé, pertanto, non può sostituire cure psicoterapeutiche, ma le affianca.

### Danza urbana
L'espressione "danza urbana" si riferisce a eventi, performance e creazioni coreografiche in spazi pubblici e indaga il rapporto tra danza, corpo danzante e architettura. Secondo queste premesse in questo contesto possono essere, quindi, considerate vicine esperienze di ricerca degli anni settanta come quelle di Trisha Brown e Joan Jonas, così come le pratiche di danza urbana come la break dance, la danza con lo skateboard, o quella saltata del city jumping.
Il termine "danza urbana" si afferma in Italia a partire dal 1997, anno della prima edizione di Danza Urbana - Festival internazionale di danza nei paesaggi urbani, la prima manifestazione in Italia specificamente dedicata alla danza in spazi non-teatrali. Danza Urbana è tra i più importanti e innovativi festival di danza contemporanea in Italia e si svolge a Bologna nel mese di settembre. Questo Festival ha contribuito a promuovere la ricerca coreografica e la programmazione di spettacoli di danza in spazi pubblici o in luoghi non-teatrali in Italia e ha determinato la diffusione della locuzione "danza urbana" per definire tutte le performance e le creazioni coreografiche in spazi pubblici o in luoghi non teatrali.

### Breaking
Vero nome B-boying o Breaking, questa danza non-accademica nasce nelle strade del Bronx (nelle periferie americane di New York) intorno al 1975 a opera di giovani afroamericani che avevano avuto problemi con la società, influenzati dalle innovazioni musicali di Dj Kool Herc. Unica forma di danza che svolge la propria ricerca artistica in ambienti popolari e grazie a essi propone una modalità estetica che entra in pieno contatto con lo spettatore. A partire dagli anni ottanta il B-boying si è diffuso in tutto il mondo, evolvendo la sua tecnica con mosse sempre più spettacolari, e associando la sua pratica a un vero e proprio stile di vita, di stampo hip hop.

### Danze popolari e tradizionali
Le danze popolari sono l'espressione delle diverse comunità locali, un tempo agricole o montanare. Nei Paesi dove sono sopravvissute alla modernizzazione, assieme al repertorio musicale a loro necessario, sono danzate con molta vivacità e, ultimamente, sono tornate a diffondersi, anche, al di fuori dei confini locali e tradizionali.

### Danza jazz
La danza jazz è l'insieme di vari stili e tecniche di danza non facili da etichettare. In principio questo termine indicava una tradizionale danza della comunità afro-americana ma ha preso spunto anche da altre civiltà: ha ereditato il movimento europeo che ha affinato e contribuito all'eleganza nel movimento, e quello africano che ha dato l'impulso ritmico e il fascino primitivo. Il termine "danza jazz" viene usato per descrivere un tipo di movimento in continua evoluzione proprio perché legato ai cambiamenti della cultura: dalle danze sociali degli anni venti allo sviluppo delle danze teatrali, fino ad arrivare a oggi con l'hip hop e il funky jazz.

### Danza acquatica

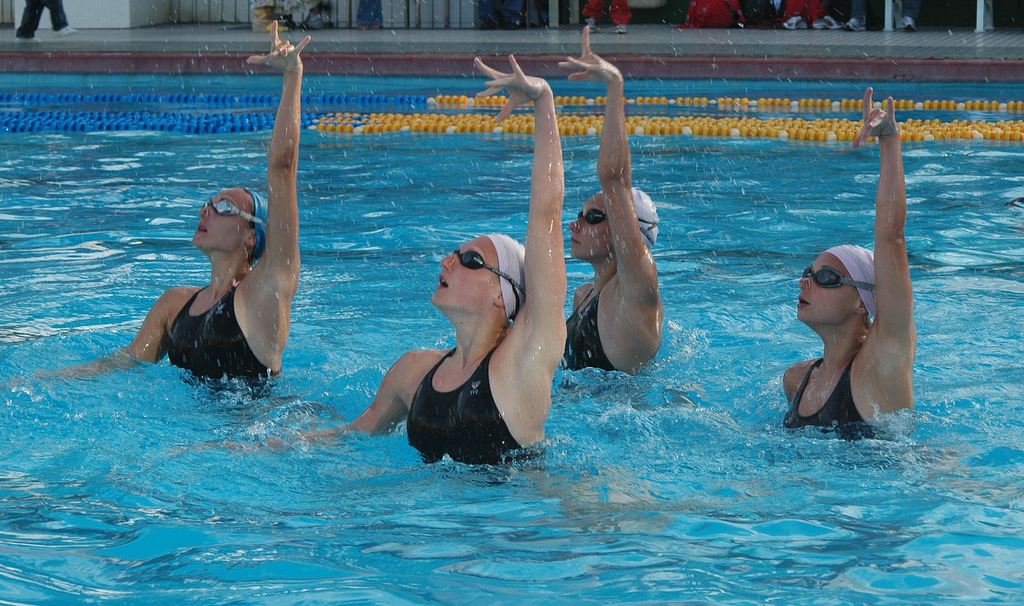
Un'esibizione di nuoto artistico.

La danza acquatica o nuoto sincronizzato, denominata dalla FINA "nuoto artistico" a partire dal 2017, è uno sport acquatico nato nei primi anni del XX secolo, che deriva anche dal nuoto e dalla ginnastica. Consiste nell'eseguire esercizi coreografici in acqua accompagnati dalla musica. L'esibizione può essere eseguita da uno, due o più atleti, rispetto al tipo di competizione. Disciplina olimpica fin dai Giochi della XXIII Olimpiade, nel 1984, il nuoto artistico riserva competizioni internazionali esclusivamente femminili. Il titolo di prima ballerina subacquea fu riconosciuto ad Annette Kellerman, nuotatrice australiana che, nel 1907, si esibì al New York Hippodrome in una vasca di vetro. Pochi anni più tardi, nel 1915, Katherine Curtis elaborò delle acrobazie da eseguire in acqua, fondando un club di danzatrici acquatiche.

## Tradizioni culturali

### Africa
La danza in Africa è profondamente integrata nella società e gli eventi più importanti di una comunità si riflettono spesso nelle danze: vengono eseguite per nascite, funerali, matrimoni e guerre.
Migliaia di danze vengono eseguite in tutto il continente. Queste possono essere divise in stili tradizionali, neotradizionali e classici: danze folkloristiche di una particolare società, danze create più di recente a imitazione di stili tradizionali e danze trasmesse più formalmente nelle scuole o tramite lezioni private. La danza nelle culture africane contemporanee svolge ancora le sue funzioni tradizionali in nuovi contesti; può celebrare l'inaugurazione di un ospedale, costruire una comunità per i migranti rurali in città sconosciute ed essere incorporata nelle cerimonie della chiesa cristiana.

### Asia
Tutte le danze classiche indiane sono in varia misura radicate nel Natyashastra e quindi condividono caratteristiche comuni: ad esempio, i mudra (posizioni delle mani), alcune posizioni del corpo, il movimento delle gambe e l'inclusione di recitazione drammatica o espressiva o abhinaya (l'arte dell'espressione nell'estetica indiana). La musica classica indiana fornisce accompagnamento e i ballerini di quasi tutti gli stili indossano campanelli attorno alle caviglie per contrappuntare e completare le percussioni.
Esistono oggi molte varietà regionali di danza classica indiana. Danze come "Odra Magadhi", che dopo decenni di dibattito, è stata fatta risalire all'attuale Mithila, la forma di danza della regione di Odisha di Odissi (Orissi), indicano l'influenza delle danze nelle interazioni culturali tra diverse regioni.
Le danze dello Sri Lanka includono le danze del diavolo (yakun natima).
L'Islam iniziò a diffondersi nell'arcipelago indonesiano quando le danze indigene e le danze del dharma erano ancora popolari. Artisti e ballerini utilizzano ancora stili dell'era precedente, sostituendo le storie con interpretazioni più islamiche e abiti più chiusi secondo gli insegnamenti islamici.
Le danze del Medio Oriente sono solitamente le forme tradizionali di danza in cerchio che sono modernizzate in una certa misura. Includono dabka, tamzara, danza popolare assira, danza curda, danza armena e danza turca, tra le altre. Tutte queste forme di danza solitamente coinvolgono i partecipanti che si impegnano a vicenda tenendosi per mano o per le braccia (a seconda dello stile della danza). Fanno movimenti ritmici con le gambe e le spalle mentre si curvano attorno alla pista da ballo. Alcuni partecipanti generalmente tengono in mano un bastone o un fazzoletto.

### Europa e Nord America
Le danze popolari variano in Europa e possono risalire a centinaia o migliaia di anni fa, ma molte hanno caratteristiche in comune come la partecipazione di gruppo guidata da un chiamante (caller), la presa di mano o il collegamento del braccio tra i partecipanti e forme musicali fisse note come caroles. Alcune, come la danza attorno al Palo di Maggio, sono comuni a molte nazioni, mentre altre come il cèilidh e la polka sono profondamente radicate in una singola cultura. Alcune danze popolari europee come la danza quadrata furono portate nel Nuovo Mondo e successivamente divennero parte della cultura americana.
Il balletto si sviluppò prima in Italia e poi in Francia da sontuosi spettacoli di corte che combinavano ritmo, dramma, poesia, canzone, costumi e danza.
La danza afroamericana si è sviluppata in spazi quotidiani, piuttosto che in studi di danza, scuole o compagnie. Il tip tap,  la disco, la danza jazz, la danza swing, la danza hip hop, il lindy hop con la sua relazione con la musica rock and roll e la danza rock and roll hanno avuto un'influenza globale. Stili di danza che fondono la tecnica del balletto classico con la danza afroamericana sono apparsi anche nel 21° secolo, tra cui lo Hiplet.

### America Latina
La danza è centrale nella vita sociale e nella cultura latinoamericana. La samba brasiliana, il tango argentino e la salsa cubana sono balli di coppia popolari a livello internazionale, e altre danze nazionali (merengue, cueca, plena, jarabe, joropo, marinera, cumbia, bachata e altre) sono componenti importanti delle culture dei rispettivi paesi. Le feste tradizionali del Carnevale incorporano queste e altre danze in enormi celebrazioni. 
La danza ha svolto un ruolo importante nel forgiare un'identità collettiva tra i numerosi gruppi culturali ed etnici dell'America Latina. La danza ha contribuito a unire i numerosi popoli africani, europei e indigeni della regione. Alcuni generi di danza, come la capoeira, sono stati alternativamente vietati e celebrati nel corso della storia latinoamericana.

## Occupazioni

### Ballerini
I ballerini professionisti sono solitamente assunti a contratto o per particolari spettacoli o produzioni. La vita professionale di un ballerino è generalmente caratterizzata da situazioni lavorative in costante cambiamento, forte pressione competitiva e salari bassi. Di conseguenza, i ballerini professionisti spesso devono integrare i loro redditi per raggiungere la stabilità finanziaria. Negli Stati Uniti molti ballerini professionisti appartengono a sindacati (come l'American Guild of Musical Artists, la Screen Actors Guild e la Actors' Equity Association) che stabiliscono condizioni di lavoro e retribuzioni minime per i loro membri. I ballerini professionisti devono possedere grandi quantità di atletismo. Per condurre una carriera di successo, è vantaggioso essere versatili in molti stili di danza, avere un forte background tecnico e utilizzare altre forme di allenamento fisico per rimanere in forma e in salute.

### Insegnanti
Gli insegnanti di danza in genere si concentrano sull'insegnamento della performance di danza o sull'allenamento di ballerini competitivi o su entrambi. In genere hanno esperienza di performance nei tipi di danza che insegnano o allenano. Ad esempio, gli insegnanti e gli allenatori di danza sportiva sono spesso ballerini di tornei o ex artisti di danza sportiva. Gli insegnanti di danza possono essere lavoratori autonomi o impiegati da scuole di danza o istituti di istruzione generale con programmi di danza. Alcuni lavorano per programmi universitari o altre scuole associate a compagnie professionali di danza classica (ad es. balletto) o di danza moderna. Altri sono impiegati da scuole di danza private più piccole che offrono corsi di danza e performance coaching per vari tipi di danza.

### Coreografi
I coreografi sono coloro che progettano i movimenti di danza all'interno di una coreografia,  spesso hanno una formazione universitaria e sono tipicamente impiegati per progetti particolari o, più raramente possono lavorare a contratto come coreografi residenti per una specifica compagnia di danza.

## Concorsi
Una competizione di ballo è un evento organizzato in cui i concorrenti eseguono danze davanti a uno o più giudici per premi e, in alcuni casi, premi in denaro. Esistono diversi tipi principali di gare di ballo, che si distinguono principalmente per lo stile o gli stili dei balli eseguiti. Le competizioni di danza sono un ambiente eccellente per costruire connessioni con membri di facoltà, giudici, coreografi e altri ballerini leader del settore provenienti da studi concorrenti. Una tipica competizione di danza per ballerini pre-professionisti più giovani può durare da due a quattro giorni, a seconda che si tratti di una competizione regionale o nazionale.

### Competizioni televisive di danza
Ci sono numerosi spettacoli di gare di ballo presentati in televisione e altri mezzi di comunicazione di massa tra cui Ballando con le stelle su Rai 1, World Of Dance della NBC, Dancing With Myself della NBC, Dancing With The Stars, ecc.

## Salute

### Calzature
Nella maggior parte delle forme di danza il piede è la fonte del movimento e in alcuni casi sono necessarie scarpe specifiche per favorire la salute e la capacità di sicurezza del ballerino, a seconda del tipo di danza, dell'intensità dei movimenti e della superficie su cui avviene l'esibizione.
Le calzature da ballo possono essere potenzialmente sia di supporto che restrittive al movimento del ballerino. L'efficacia della scarpa è legata alla sua capacità di aiutare il piede a fare qualcosa che non è destinato a fare, o di rendere più facile un movimento difficile. Tali effetti riguardano la salute e la sicurezza a causa della funzione dell'apparecchiatura in quanto innaturale rispetto alla mobilità abituale del corpo.

#### Balletto
Il balletto si distingue per i rischi di infortunio dovuti alla biomeccanica della caviglia e delle dita dei piedi come supporto principale per il resto dei movimenti. Con la scarpa da punta, il design riunisce specificamente tutte le dita dei piedi per consentire alle dita dei piedi di assumere certe posizioni per periodi di tempo più lunghi.
Ci sono accessori associati alle scarpe da punta che aiutano a mitigare le lesioni e lenire il dolore durante la danza, inclusi oggetti come puntali, nastro adesivo e cuscini.

### Immagine del corpo
Si ritiene pubblicamente che i ballerini siano molto preoccupati della loro immagine corporea per adattarsi a un certo stampo nel settore. La ricerca indica che i ballerini hanno maggiori difficoltà a controllare le proprie abitudini alimentari poiché una grande quantità lotta per la massa corporea ideale della forma d'arte. Alcuni ballerini ricorrono a tattiche abusive per mantenere una certa immagine. Scenari comuni includono ballerini che abusano di lassativi per il controllo del peso e finiscono per cadere in malsani disturbi alimentari. Proprio per queste ragioni, molti di loro finiscono col lasciare gli studi di danza e dedicarsi ad altre attività sportive, come il karate ad esempio. Purtroppo dovranno fare i conti con le conseguenze dovute all'abuso di lassativi per il resto della loro vita. Gli studi dimostrano che una grande quantità di ballerini utilizza almeno un metodo di controllo del peso, incluso l'esercizio eccessivo e la restrizione alimentare. La pressione per i ballerini di mantenere un peso inferiore alla media influenza i loro comportamenti alimentari e di controllo del peso e il loro stile di vita. A causa della sua natura artistica, i ballerini tendono ad avere molte tendenze autocritiche ostili. Comunemente visto negli artisti, è probabile che una varietà di individui possa essere resistente ai concetti di auto-compassione.
Problemi alimentari
I disturbi alimentari nei ballerini sono generalmente molto comuni. Attraverso l'analisi dei dati e gli studi pubblicati, sono stati estratti dati sufficienti riguardanti la percentuale e l'accuratezza che i ballerini hanno di cadere realisticamente in abitudini alimentari disordinate malsane o lo sviluppo di un disturbo alimentare. I ballerini, in generale, hanno un rischio maggiore di sviluppare disturbi alimentari rispetto al pubblico in generale, cadendo principalmente nell'anoressia nervosa e nell'EDNOS (eating disorder not otherwise specified), chiamata in seguito OSFED (Other specified feeding or eating disorder). La ricerca deve ancora distinguere una correlazione diretta per quanto riguarda i ballerini che hanno un rischio maggiore di sviluppare la bulimia nervosa. Gli studi hanno concluso che i ballerini in generale hanno un rischio tre volte maggiore di sviluppare disturbi alimentari, in particolare anoressia nervosa ed OSFED.

## Social media

### TikTok
La danza è diventata un aspetto fondamentale dell'app popolare e una categoria primaria che influenza la cultura dei giovani nell'era digitale. Le sfide di danza sono diventate una forma popolare di contenuto su molte piattaforme di social media, incluso TikTok. Durante il 2020, i balli di TikTok hanno offerto una via di fuga a individui isolati per giocare e connettersi tra loro attraverso il formato virtuale. Con la facile accessibilità di TikTok a una varietà di diversi filtri ed effetti speciali, l'app ha reso le riprese mentre balli al ritmo della musica un passatempo facile e divertente. Dal suo debutto nel 2017, l'app ha attirato un pubblico ristretto ma in crescita di ballerini professionisti tra i 20 ei 30 anni. Sebbene la maggior parte di questa fascia demografica sia più abituata a esibirsi sul palco, questa app ha introdotto una nuova era del ballo sullo schermo.

## La giornata internazionale della danza
Ogni anno, il 29 aprile, si celebra in tutto il mondo la giornata internazionale della danza: la data scelta ricorda la data di nascita del coreografo francese e creatore del balletto moderno Jean-Georges Noverre, autore delle lettere sulla danza (1760)

## Galleria d'immagini

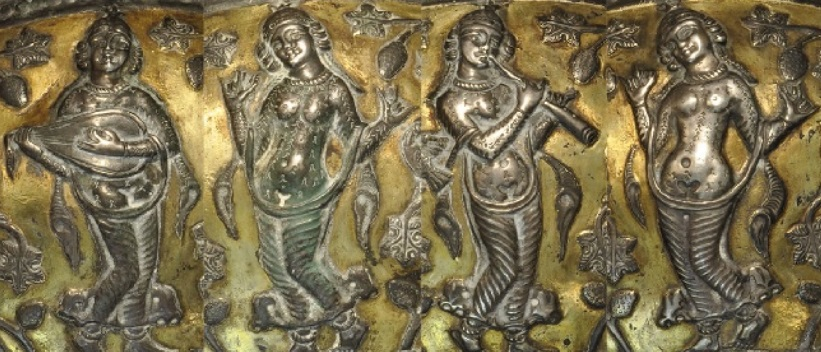
Ballerini e musicisti su una ciotola sasanide, Iran
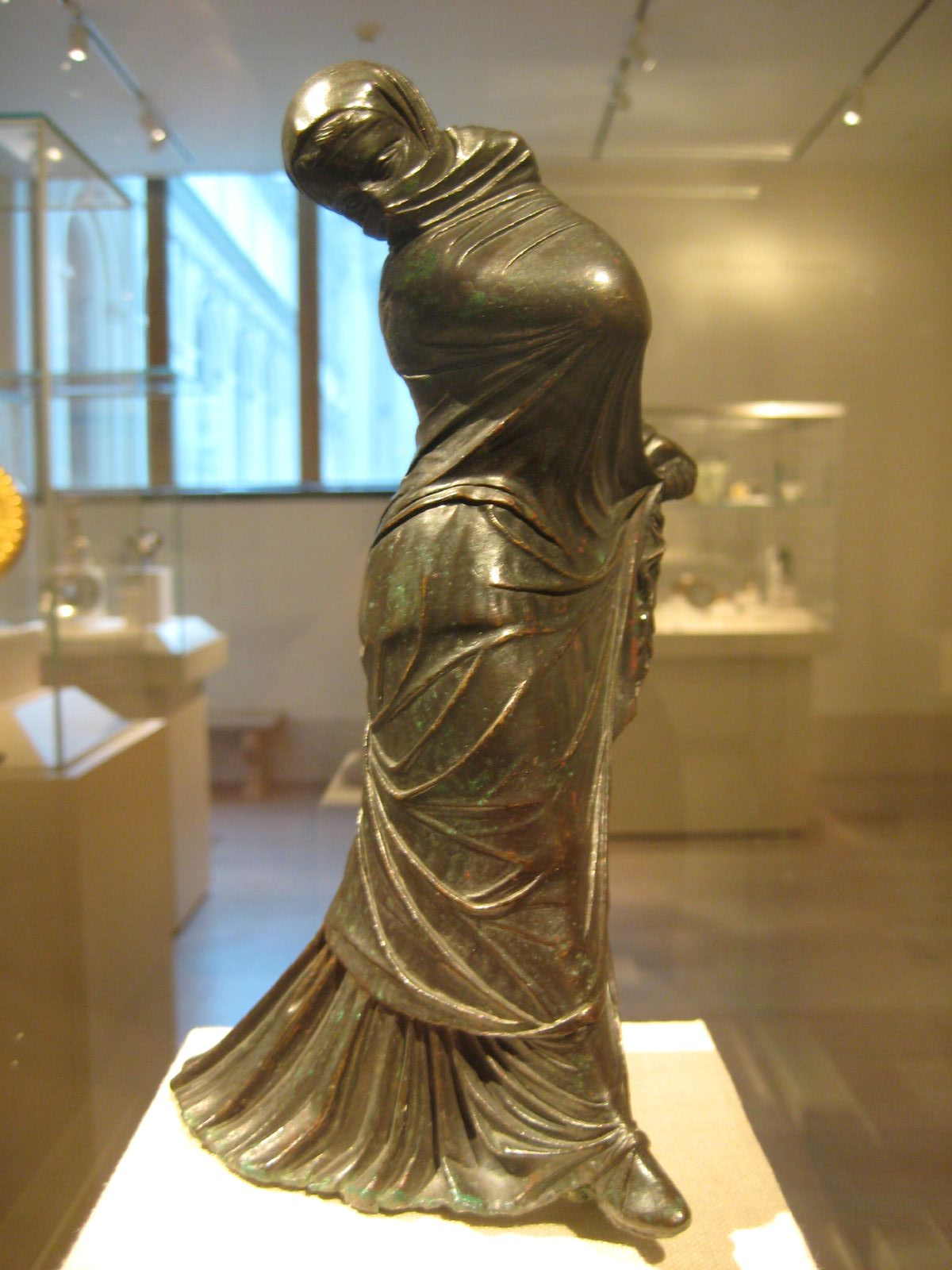
Statuetta greca in bronzo di danzatrice velata e mascherata, III-II secolo a.C., Alessandria d'Egitto
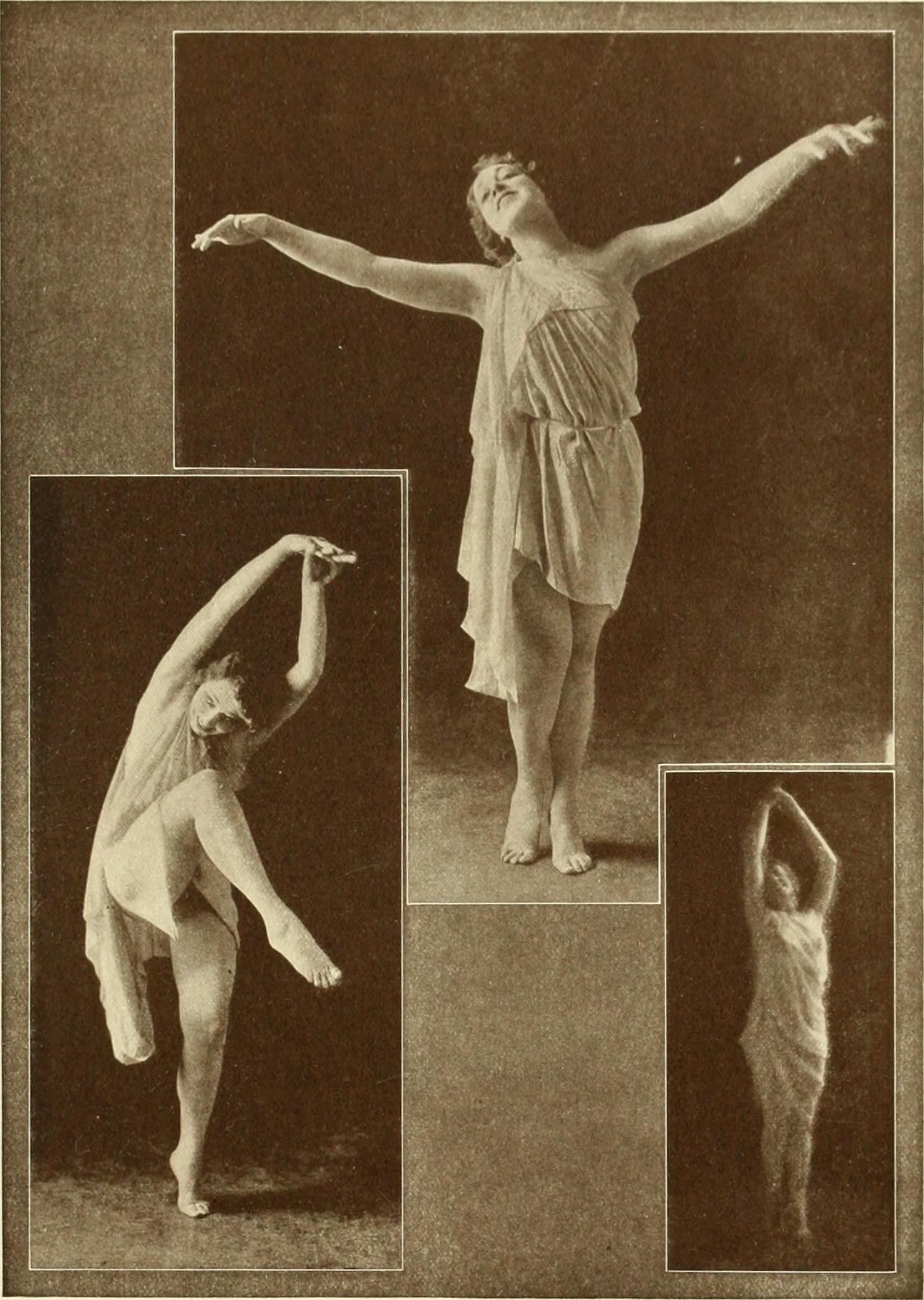
Elena Moller
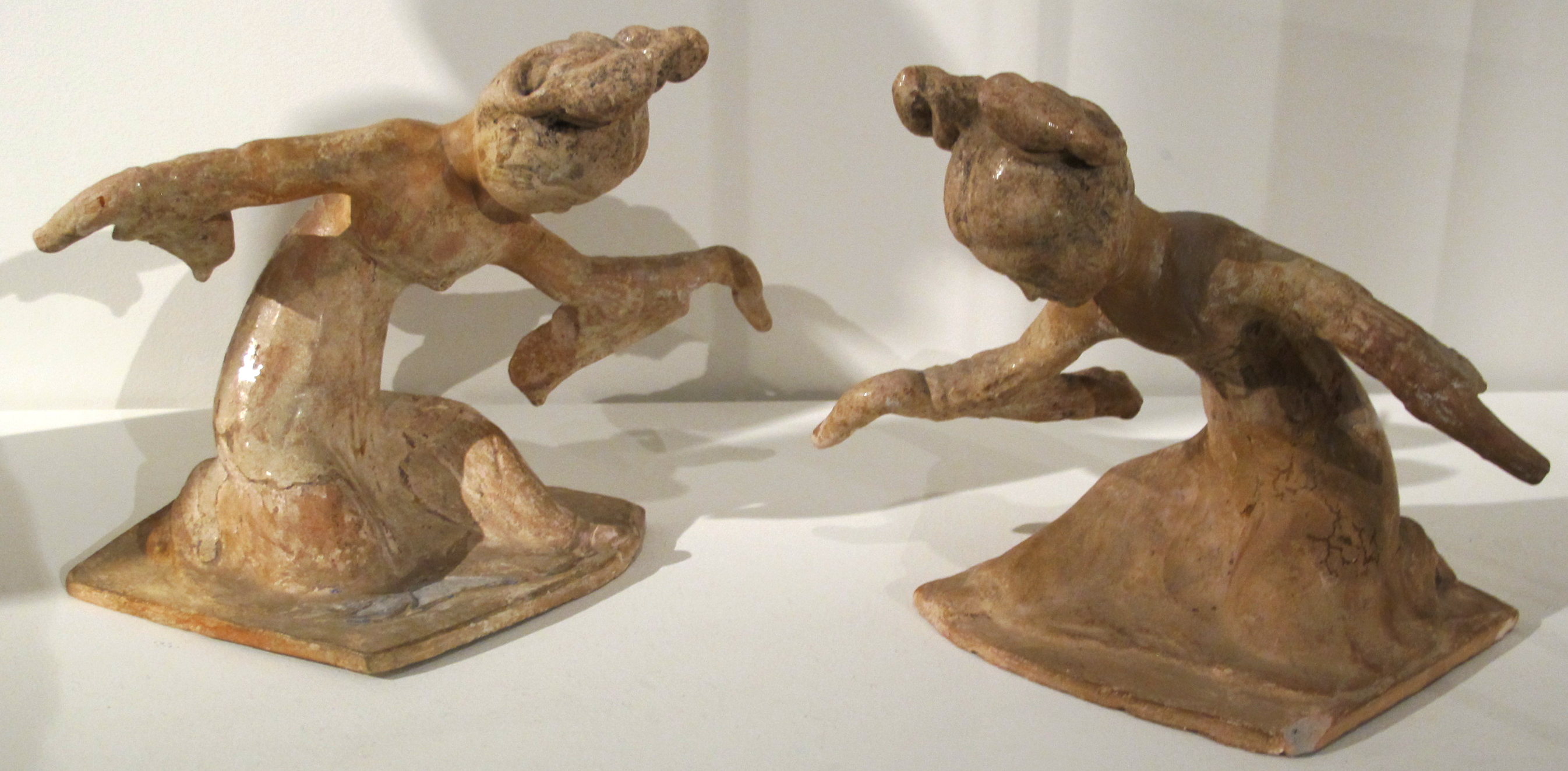
Danzatrici della dinastia Tang
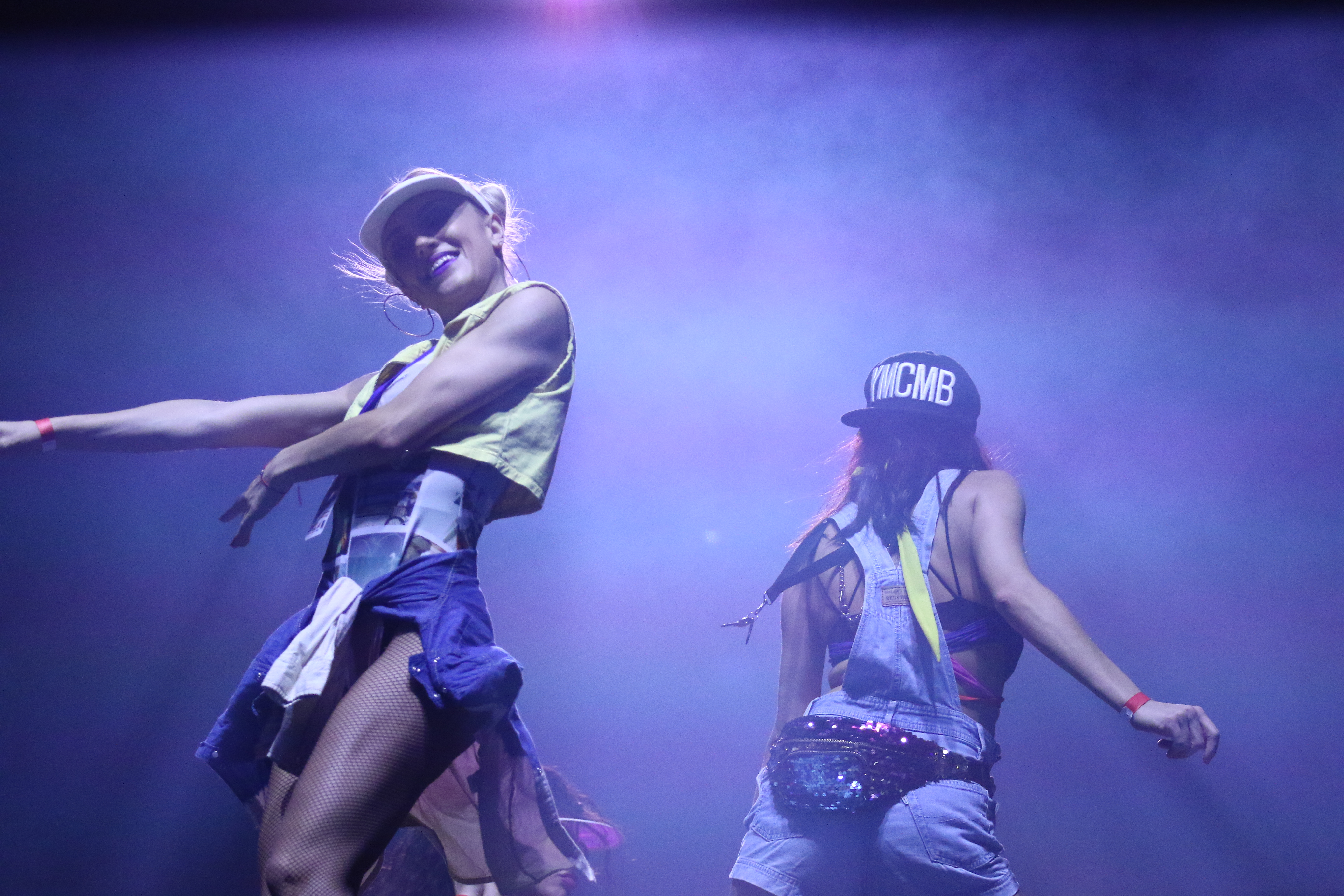
Due donne ballano a un concerto di musica pop a Sofia, in Bulgaria
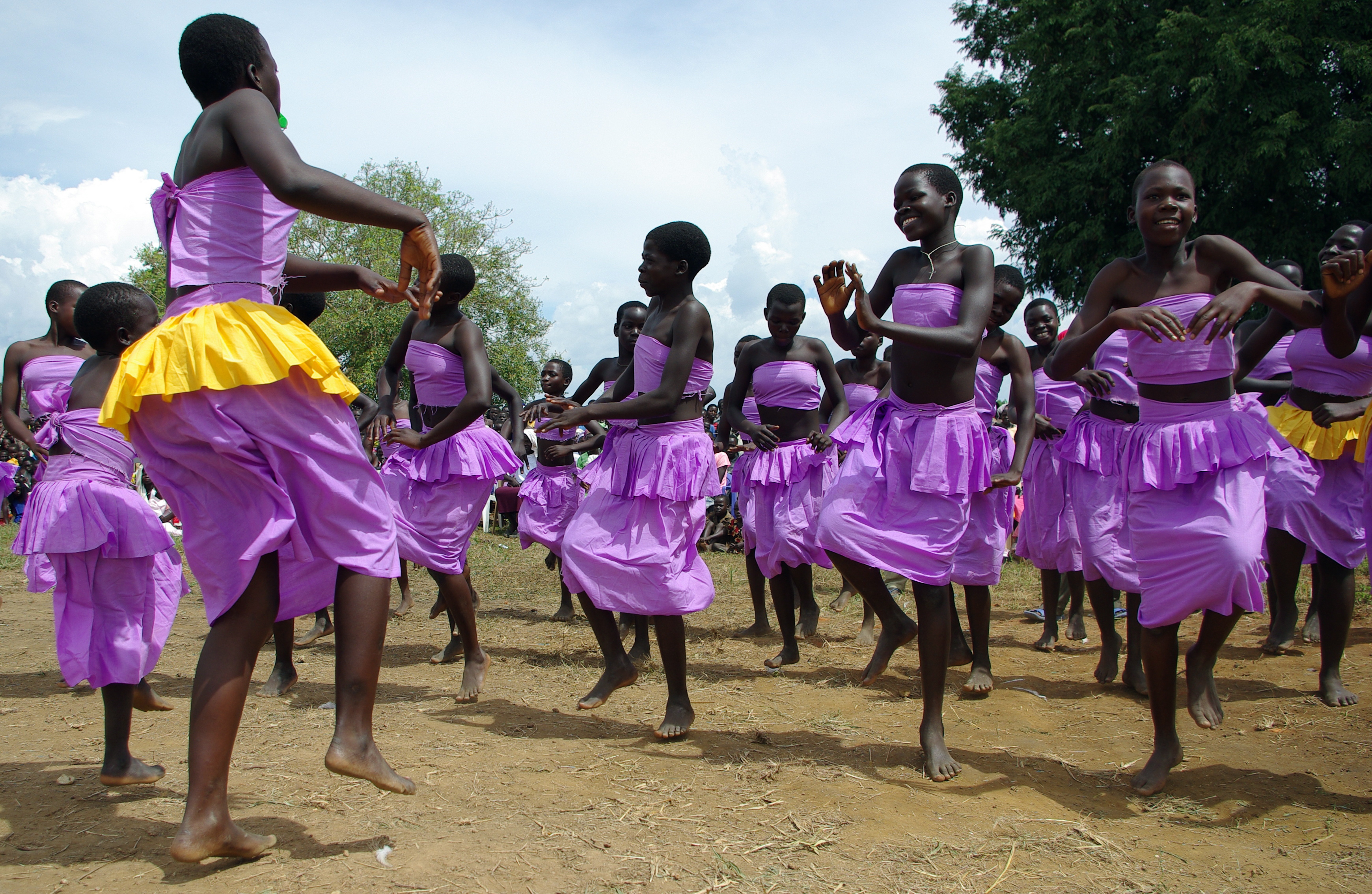
I giovani ugandesi ballano durante una celebrazione culturale della pace
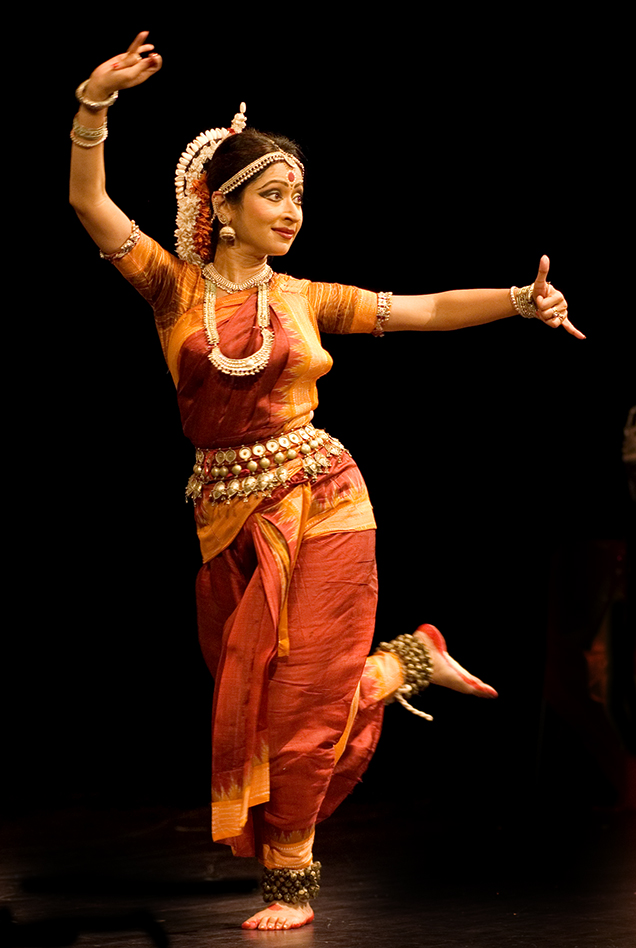
Una ballerina classica indiana
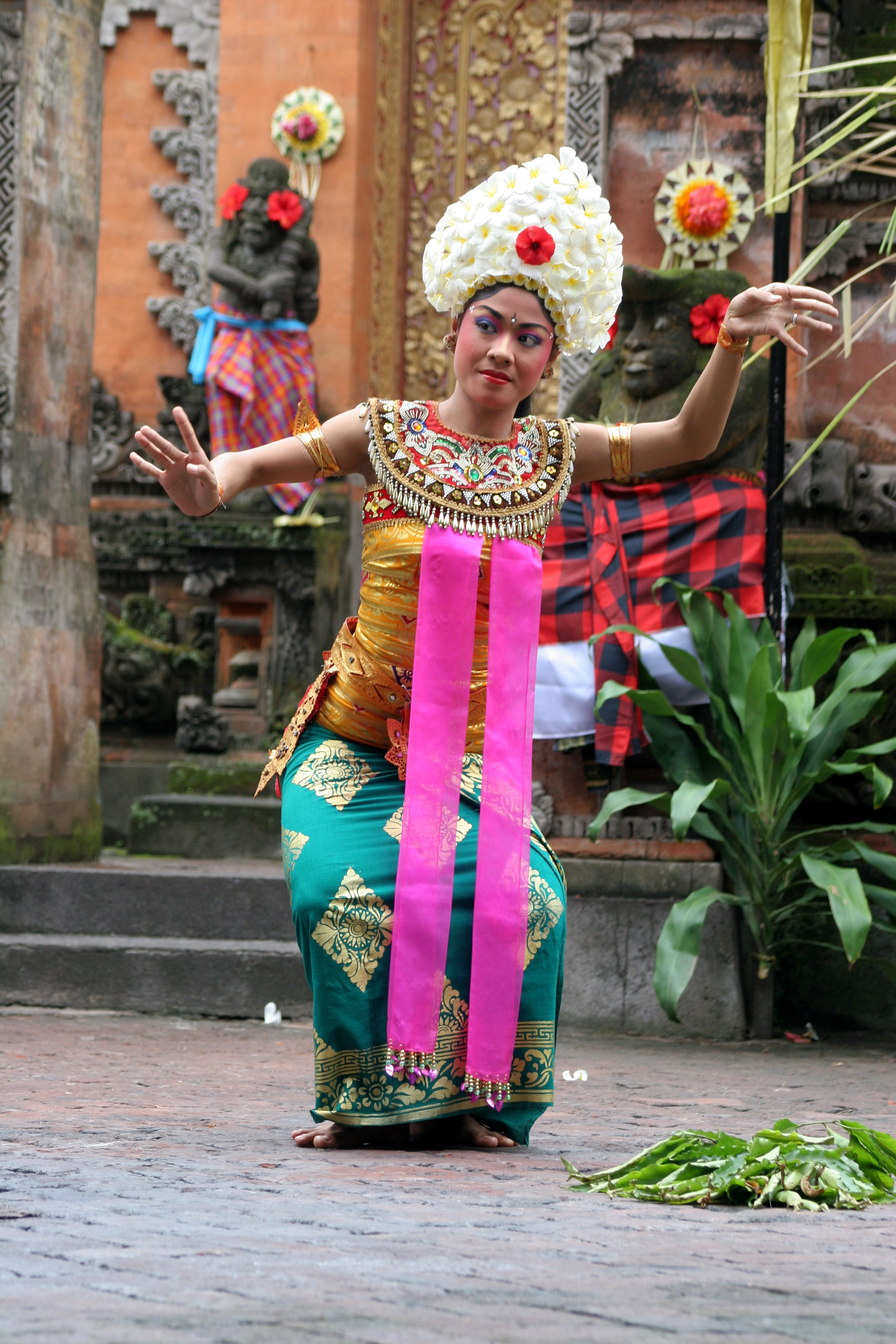
Una ballerina balinese indonesiana
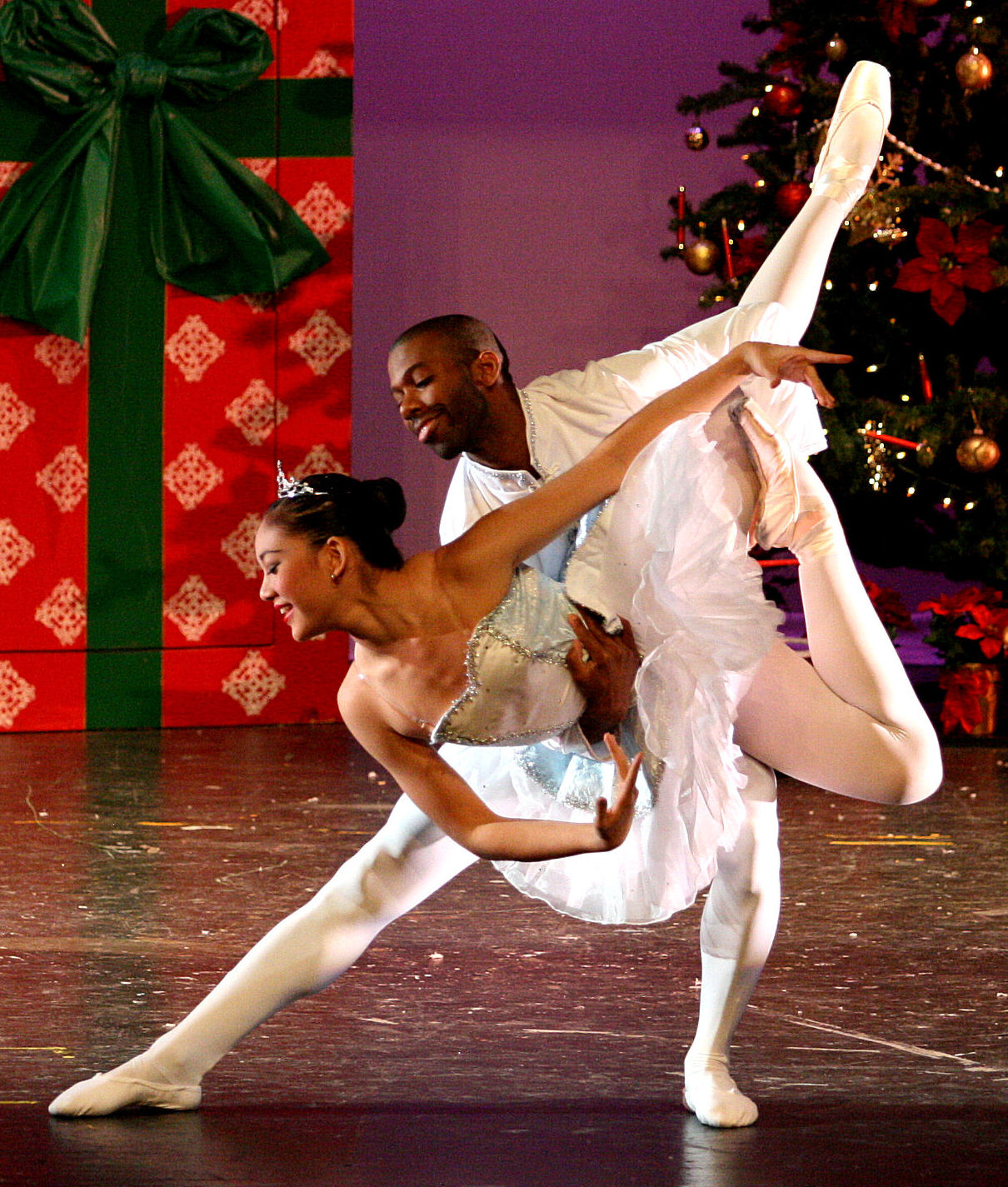
Due ballerini classici eseguono una sequenza de Lo Schiaccianoci, una delle opere più note della danza classica.
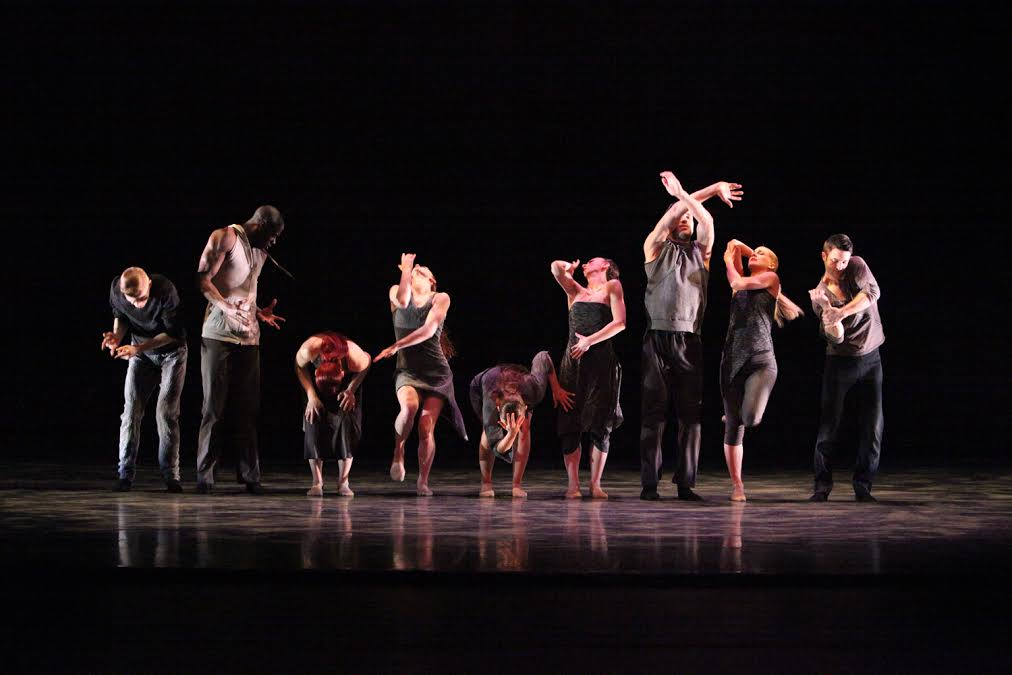
Ballerini di danza Jazz
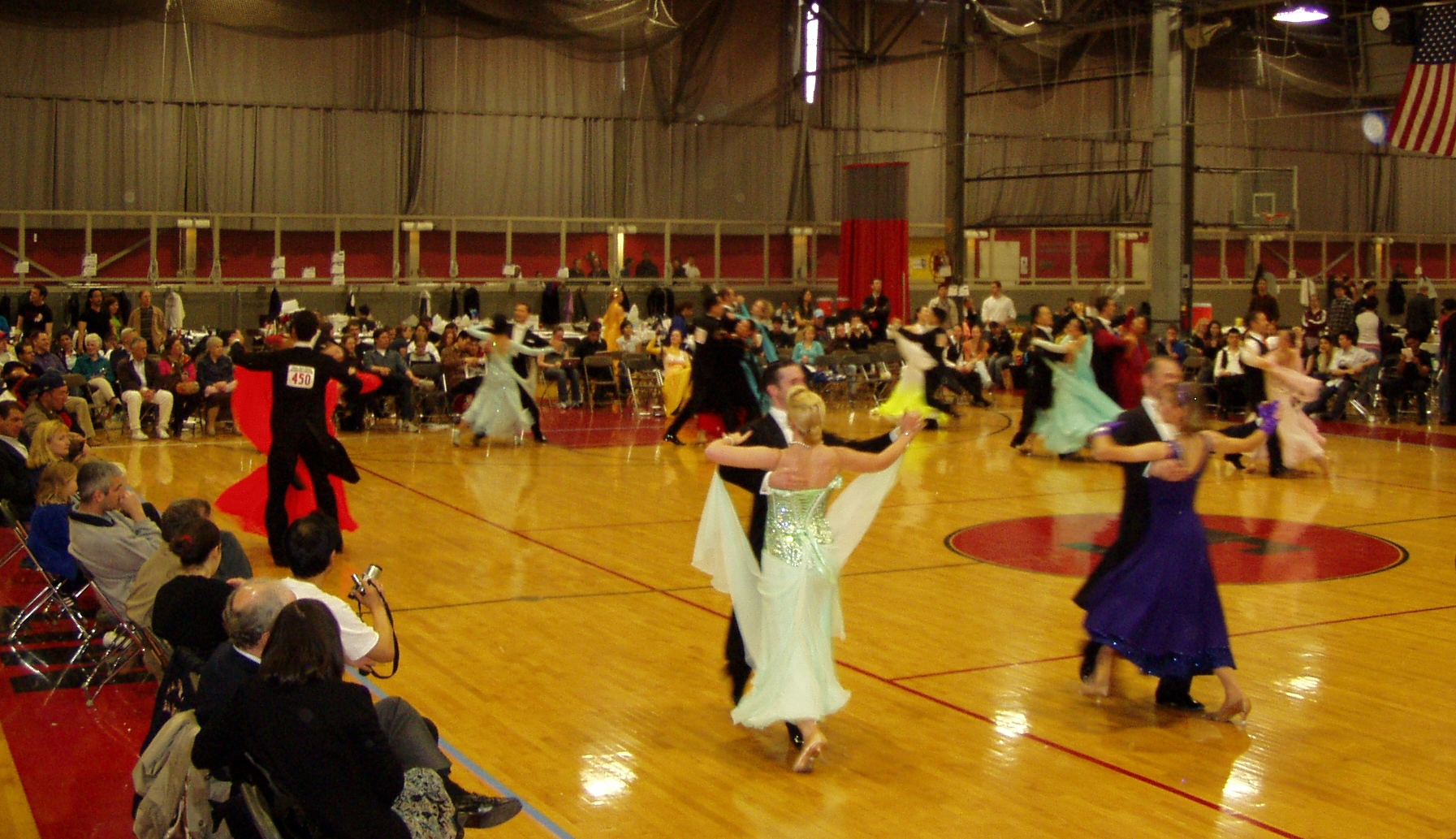
Una gara amatoriale di danza sportiva con il valzer viennese
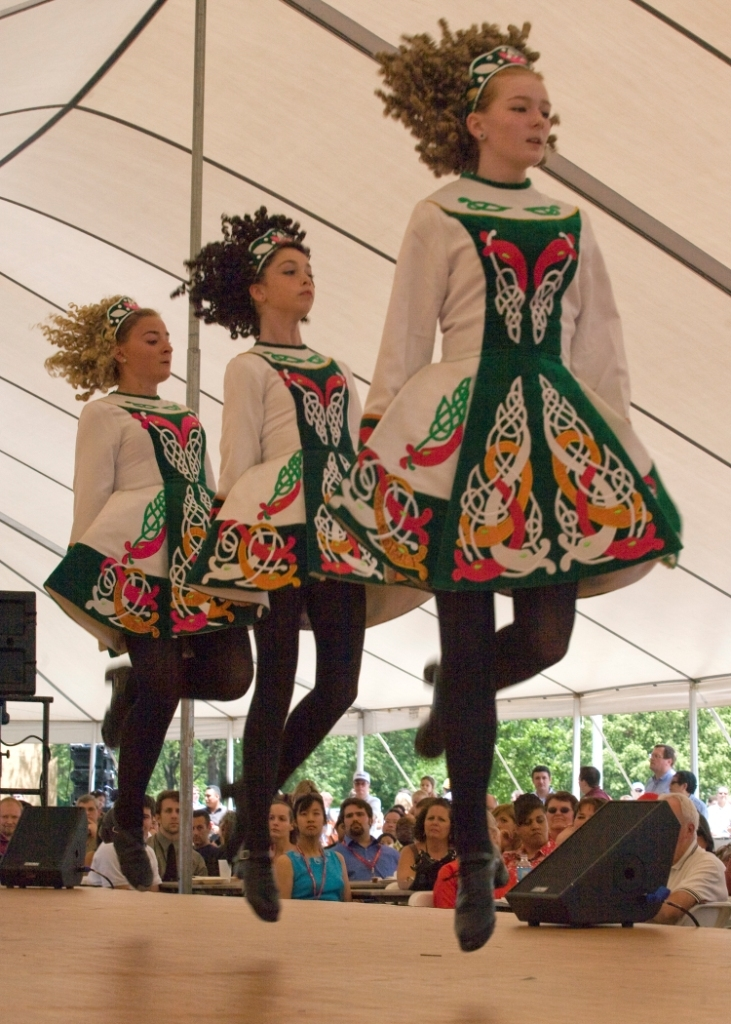
Un trio di ballerine irlandesi che si esibiscono in competizione
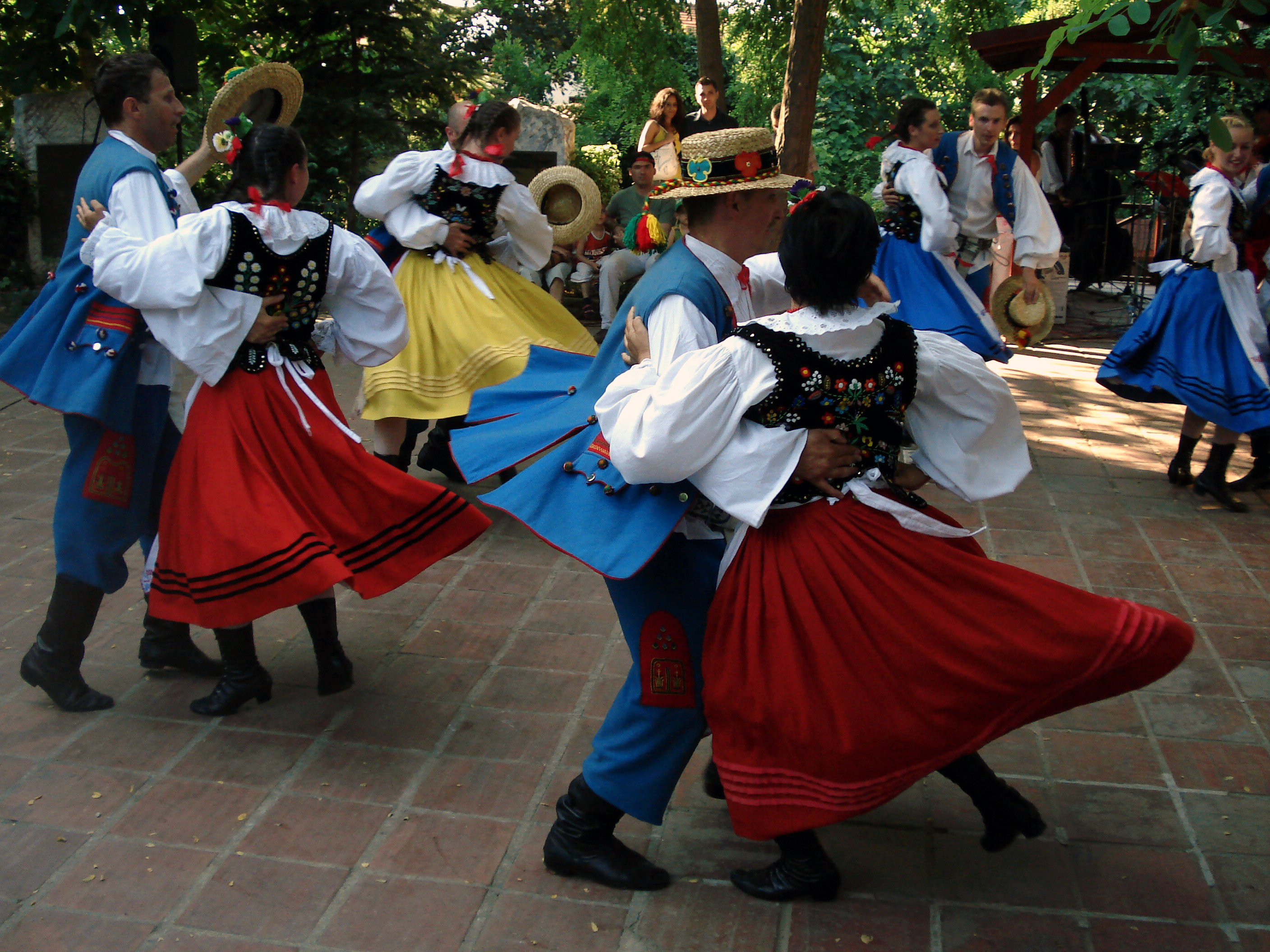
Alcune compagnie di danza viaggiano con le comunità di immigrati, come in questo festival di danza eseguito da una comunità polacca in Turchia
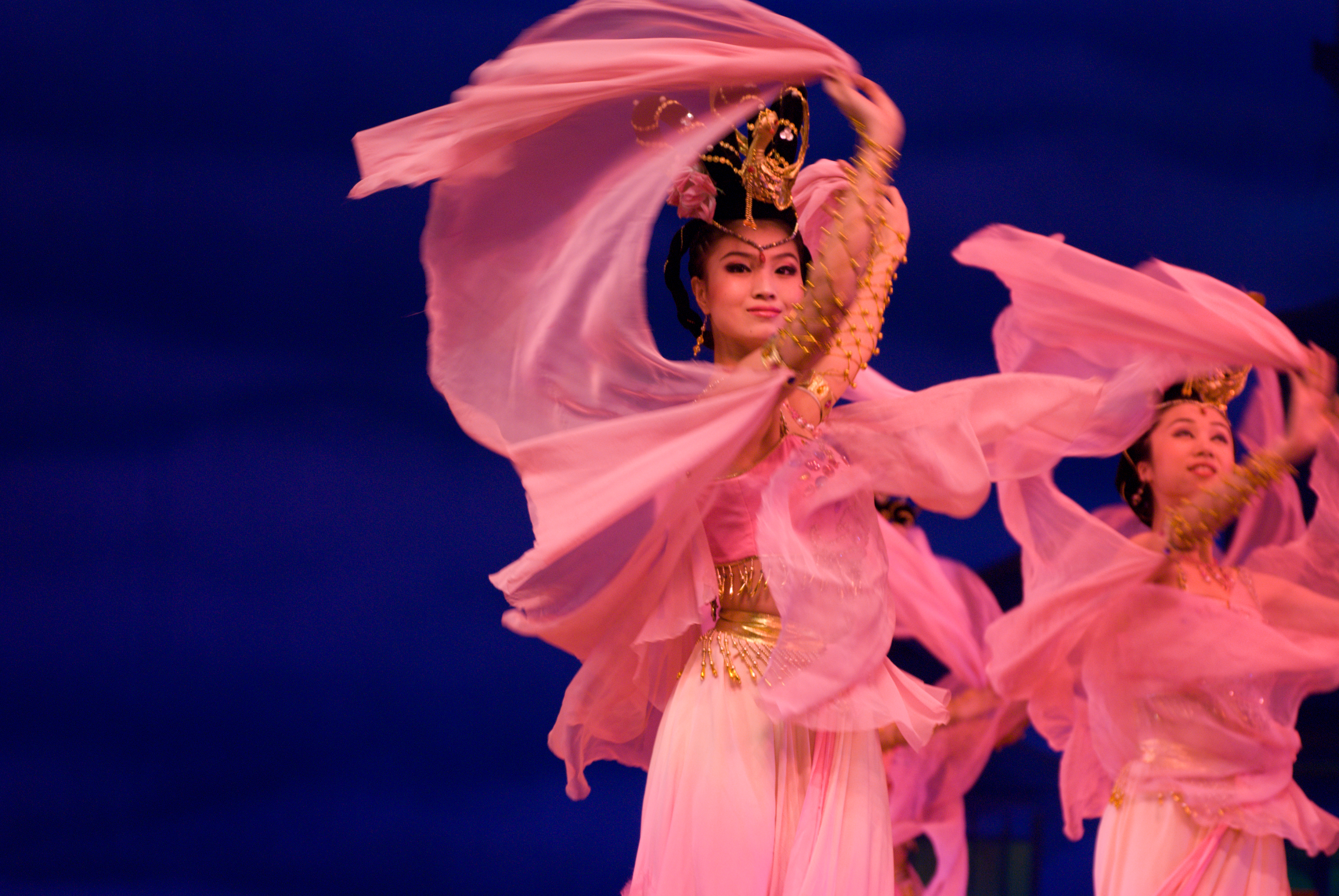
Una danza cinese
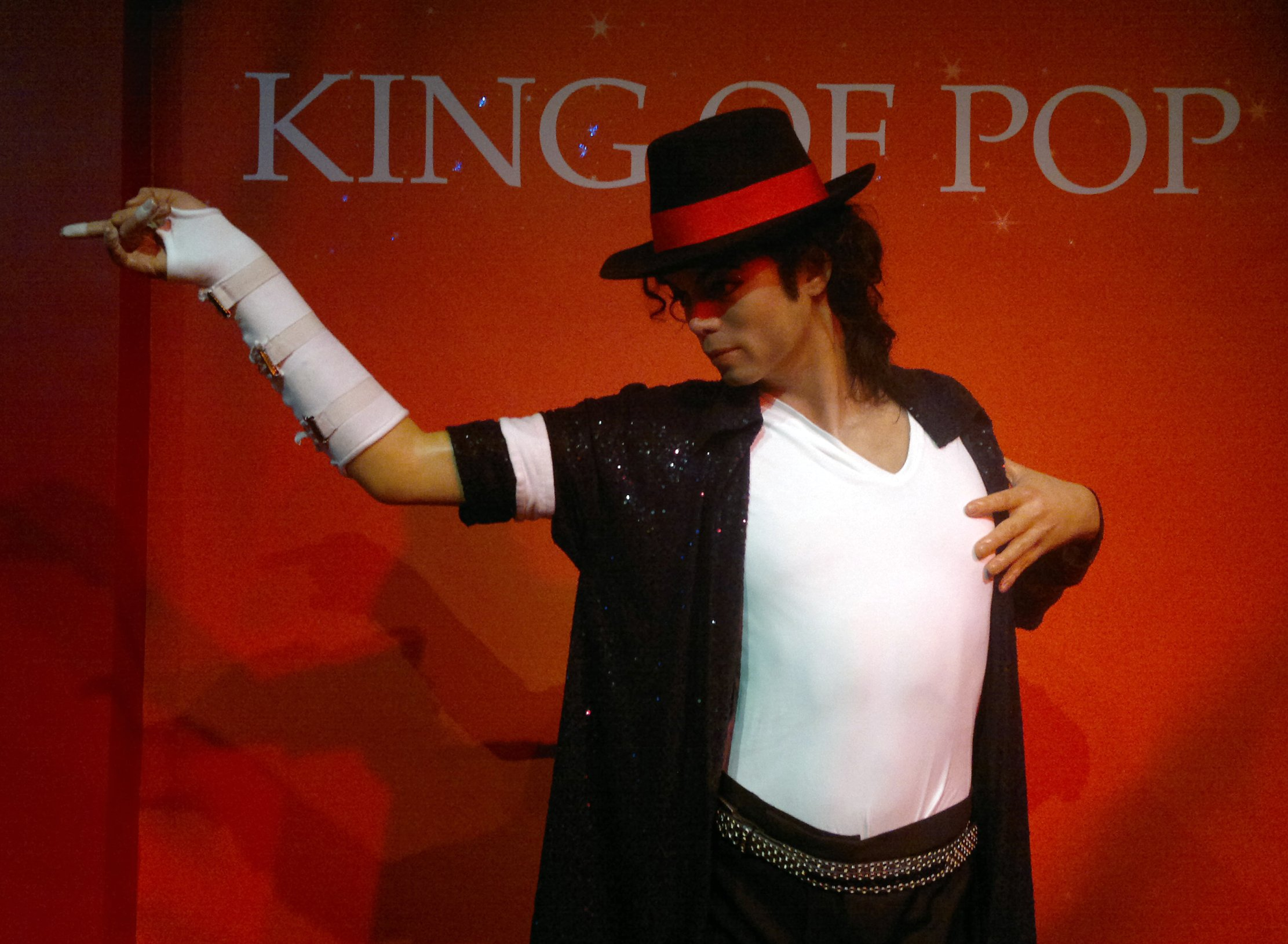
Michael Jackson è stato un famoso cantante, coreografo e ballerino
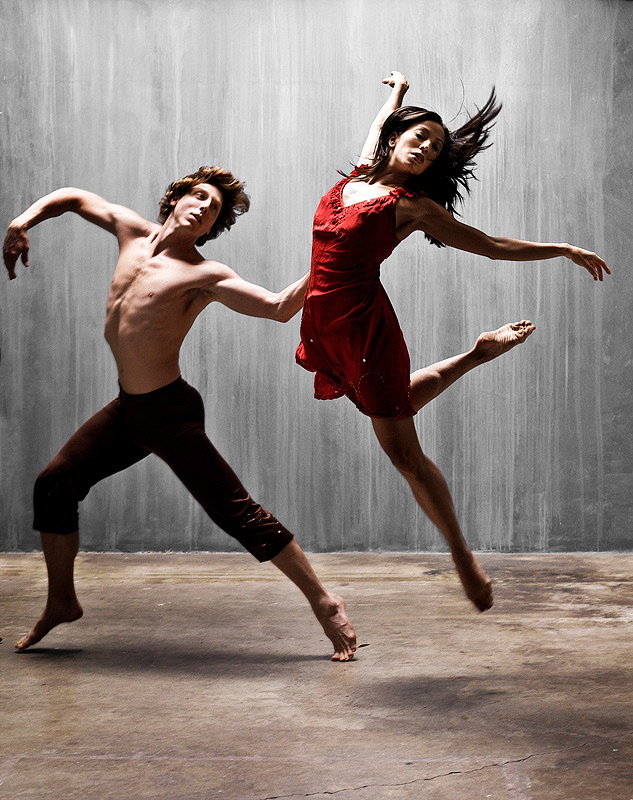
Due ballerini moderni